# Musab Ekici
Musab Ekici (* 5. März 1992 in Elazığ) ist ein türkischer Schauspieler.

## Leben und Karriere
Ekici wurde am 5. März 1992 in Elazığ geboren. Er studierte an der Universität Istanbul. Sein Debüt gab er 2015 in dem Film Yav He He. Danach war er im selben Jahr in der Fernsehserie Acil Servis zu sehen. 2017 wurde Ekici für die Serie İsimsizler gecastet. Anschließend spielte er 2021 in der Serie Kıbrıs: Zafere Doğru eine Nebenrolle. Unter anderem bekam er 2023 in dem Film Kuru Otlar Üstüne die Hauptrolle.

## Filmografie
Filme
- 2015: Yav He He
- 2016: Babamın Kanatları
- 2017: Olmaz Böyle Şey
- 2023: Kuru Otlar Üstüne

Serien
- 2015: Acil Servis
- 2016–2017: Adını Sen Koy
- 2017: İsimsizler
- 2019: Dengi Dengine
- 2021–2022: Kıbrıs: Zafere Doğru

## Auszeichnungen

### Gewonnen
- 2016: Adana Film Festivali in der Kategorie „Bester Nebendarsteller“
- 2016: 49. Sinema Yazarları Derneği Ödülleri in der Kategorie „Bester Nebendarsteller“[3]
- 2017: Ankara Film Festivali in der Kategorie „Bester Nebendarsteller“
- 2017: Sadri Alışık Ödülleri in der Kategorie „Bester Nebendarsteller“